# Robert Moore (regista)
Robert Moore (Detroit, 1º febbraio 1927 – New York City, 10 maggio 1984) è stato un regista statunitense.

## Biografia
Nato a Detroit (nel Michigan), Robert Moore studiò alla Catholic University of America Drama Department sotto Gilbert V. Hartke. Divenne soprattutto celebre per aver diretto il musical The Boys in the Band, per le sue produzioni di Broadway (per le quali venne candidato cinque volte ai Tony Award) e per le sue collaborazioni con Neil Simon, in due opere teatrali e nei film Invito a cena con delitto (1976) e A proposito di omicidi... (1978).
Come attore, interpretò un gay disabile accanto a Liza Minnelli nel film drammatico  Dimmi che mi ami, Junie Moon (1970), apparve in due episodi della sitcom di Valerie Harper Rhoda (per la quale diresse anche 26 episodi), in uno di The Mary Tyler Moore Show (come il fratello omosessuale di Phyllis) e più regolarmente nella sitcom Diana con Diana Rigg. Altri suoi crediti televisivi includono The Bob Newhart Show e La gatta sul tetto che scotta (1976) con Natalie Wood, Robert Wagner, Laurence Olivier e Maureen Stapleton.
Moore morì di polmonite causata da AIDS a New York City nel 1984 a 57 anni.

## Opere da regista

### Produzioni teatrali
- Promises, Promises (1968)
- The Last of the Red Hot Lovers (1969)
- The Gingerbread Lady (1970)
- Lorelei (1974)
- My Fat Friend (1974)
- Trappola mortale (Deathtrap) (1978)
- They're Playing Our Song (1979)
- Woman of the Year (1981)

### Filmografia
- Thursday's Game (1974)
- Invito a cena con delitto (Murder By Death) (1976)
- A proposito di omicidi... (The Cheap Detective) (1978)
- Capitolo secondo (Chapter Two) (1979)

## Premi e riconoscimenti

### Drama Desk Award
- 1968 - Outstanding Direction of a Play – The Boys in the Band

### Tony Award
- 1969 - Candidatura per la Miglior regia di un musical per Promises, Promises
- 1970 - Candidatura per la Miglior regia di un'opera teatrale per Last of the Red Hot Lovers
- 1978 - Candidatura per la Miglior regia di un'opera teatrale per Trappola mortale
- 1979 - Candidatura per la Miglior regia di un musical per They're Playing Our Song
- 1981 - Candidatura per la Miglior regia di un musical per Woman of the Year